# 呉夢潔
呉 夢潔（ご むけつ、簡体中国語: 吴梦洁、ラテン文字転写: Wu Mengjie、2002年9月10日 - ）は、中華人民共和国の女子バレーボール選手である。ポジションはアウトサイドヒッター。中華人民共和国代表。

## 来歴
- クラブチーム

江蘇省南通市出身。2021年、Jiangsuに入団。2021/22シーズンの中国スーパーリーグで準優勝した。2023/24シーズンの中国スーパーリーグでは3位となり、自身はベストアウトサイドヒッター賞を受賞した。2024/25シーズンの中国スーパーリーグではチームを優勝に導き、MVPとベストアウトサイドヒッター賞を受賞した。
- 代表チーム

アンダーカテゴリーの代表として2018年、U-17アジア選手権に出場し銀メダルを獲得。このときはミドルブロッカーとして出場し、ベストミドルブロッカー賞を受賞した。2019年、U-18世界選手権に出場し4位となった。2022年、シニア代表に初選出され、同年のAVCカップでデビューし、ベストアウトサイドヒッター賞を受賞した。2023年より本格的にシニア代表の試合に出場し、同年6-7月のネーションズリーグでは銀メダルを獲得した。同年8-9月のアジア選手権では銀メダルを獲得し、ベストアウトサイドヒッター賞を受賞した。同年のパリ五輪予選に出場した。杭州アジア競技大会では金メダルを獲得した。2024年、パリ五輪に出場した。

## 球歴
- オリンピック - 2024年
- オリンピック予選 - 2023年
- ネーションズリーグ - 2023年、2024年

## 受賞歴
- 2018年　U-17アジア選手権　ベストミドルブロッカー賞
- 2022年　AVCカップ  ベストアウトサイドヒッター賞
- 2023年　アジア選手権　ベストアウトサイドヒッター賞
- 2024年　2023/24中国スーパーリーグ　ベストアウトサイドヒッター賞
- 2025年　2024/25中国スーパーリーグ　MVP、ベストアウトサイドヒッター賞

## 所属クラブ
- Jiangsu（2021-）